# Atractus ecuadorensis
Atractus ecuadorensis är en ormart som beskrevs av Savage 1955. Atractus ecuadorensis ingår i släktet Atractus och familjen snokar. Inga underarter finns listade.
Arten förekommer i provinsen Tungurahua i centrala Ecuador. Honor lägger ägg.